# Teyana Taylor
Teyana Me Shay Jacqueli Taylor, coniugata Shumpert e nota semplicemente come Teyana Taylor (New York, 10 dicembre 1990), è una cantante, attrice, ballerina, coreografa e modella statunitense.
Nel 2007, la Taylor ha firmato un contratto discografico con la Star Trak Entertainment di Pharrell Williams, prima di fare la sua prima apparizione nazionale su My Super Sweet 16 di MTV. Nel 2012 ha firmato con l'etichetta GOOD Music di Kanye West attraverso la Def Jam, con cui ha all'attivo tre album in studio: VII (2014), K.T.S.E. (2018) e The Album (2020).
È anche la protagonista del programma di VH1 Teyana & Iman, insieme al marito Iman Shumpert.

## Biografia

### Primi anni
Teyana Taylor è nata il 10 dicembre 1990 a Harlem, New York. È di discendenza afro-trinidadiana, è figlia unica ma suo padre ha due figli e un'altra figlia da una relazione diversa. La madre, attualmente è la sua manager. All'età di nove anni, prese un microfono davanti a una folla e iniziò a esibirsi. La Taylor è stata iscritta a diverse competizioni di talenti, tra cui la ricerca di talenti dell'Apollo Theater National All-Stars, sebbene non abbia mai vinto. Crescendo, la Taylor ha avuto forti influenze da Lauryn Hill, Stevie Wonder, Janet Jackson e Michael Jackson.

### Inizi della carriera (2006-2011)
Nel settembre 2006, Teyana Taylor è stata accreditata come coreografa nel video musicale per il singolo di Beyoncé, Ring the Alarm. Nel gennaio 2007, Taylor firmò un accordo con la casa editrice americana di Pharrell Williams, la Star Trak Entertainment, attraverso la Interscope Records. Nel febbraio 2007, appare in un episodio di My Super Sweet Sixteen, un reality che mostra feste di compleanno esagerate per adolescenti ricchi. Sempre nel 2007, compare nel video musicale per singolo Blue Magic di Jay-Z. Nel febbraio 2008, pubblica il suo primo singolo, chiamato Google Me. La canzone è stata rilasciata come singolo principale per il mixtape di debutto, intitolato From a Planet Called Harlem, pubblicato il 16 agosto dello stesso anno.
Nell'agosto 2010, la Taylor ha iniziato la sua carriera in recitazione, apparendo nel sequel di Stepping - Dalla strada al palcoscenico, intitolato Stepping 2 - La strada del successo e in Madea's Big Happy Family. Successivamente tornò alla musica nel singolo Party Tonight di Randyn Julius, che ha visto la partecipazione anche di Jim Jones e Cam'ron.

### GOOD Music era eVII(2012-2017)
Nel gennaio 2012 è stato annunciato che alla Taylor è stata concessa la sua liberazione dal contratto con Interscope e Star Trak. La Taylor ha dichiarato che lei e il fondatore di Star Trak, Pharrell Williams, sono rimasti amici. Lei lo ha accreditato come un "fratello maggiore" e vede la firma con la Star Trak come una "benedizione". la Taylor ha affermato in molte occasioni che la sua uscita dall'etichetta era necessario perché voleva avere un livello di indipendenza nell'industria musicale.
Come artista indipendente al momento della sua uscita, aveva iniziato a preparare il suo secondo mixtape, The Misunderstanding of Teyana Taylor.
Il 14 giugno 2012 firma con la GOOD Music e la Def Jam. Sempre nello stesso anno, appare nella compilation, Cruel Summer nelle canzoni: To the World, con Kanye West e R. Kelly, Sin City, che includeva anche John Legend, Cyhi the Prynce, Malik Yusef e Travis Scott, e in Bliss con John Legend.
Nel 2013 la Taylor ha firmato un accordo per progettare e rilasciare due paia di scarpe da ginnastica con Adidas. Attualmente è focalizzata sulla progettazione e sul rilascio del suo secondo paio di sneakers con il marchio.
Il 27 luglio 2014, tramite Twitter, la Taylor ha annunciato che il titolo del suo album di debutto in studio sarà VII. L'album, pubblicato il 4 novembre dello stesso anno, ha debuttato al n°19 della Billboard 200, vendendo 16 000 copie negli Stati Uniti nella prima settimana. Nella seconda settimana, l'album è sceso al n°78, vendendo 5 000 copie. Nella terza settimana, l'album è sceso al n°160, vendendo 3 000 copie e portando le vendite totali di album a 24 000 copie.
Nel 2015, diventò giudice di America's Best Dance Crew. Il 25 agosto dello stesso anno, pubblicò l'EP, The Cassette Tape 1994.
Il 17 giugno 2016, la Taylor pubblicò il singolo Freak On, insieme a Chris Brown. Successivamente la Taylor ha annunciato che sarà il singolo principale del suo prossimo album in studio. Nell'agosto del 2016, appare nel video musicale del singolo di Kanye West, Fade, insieme al marito Iman Shumpert.
Nel marzo 2017, ha lanciato il suo programma di allenamento Fade 2 Fit, un allenamento di novanta giorni incentrato sulla danza e le routine di fitness. L'ispirazione per questo programma e gli elementi di danza incorporati provengono dal suo lavoro nel video musicale di Fade. Ha anche pubblicato una linea di abbigliamento da allenamento, chiamata Fade2Fit.

### Keep That Same Energy, The Albume il ritiro (2018-presente)
Il 19 aprile 2018, Kanye West twittò che il secondo album della Taylor, intitolato K.T.S.E. (Keep That Same Energy), sarebbe stato pubblicato il 22 giugno 2018. L'album sarà l'ultimo dei cinque album prodotti da West in uscita nell'estate del 2018, dopo l'uscita di Daytona di Pusha T. L'album succederà l'uscita di Daytona, Ye, Kids See Ghosts e Nasir di Nas. Il progetto è stato pubblicato il 23 giugno 2018. Teyana collabora con Kanye anche in qualità di guest star in un video del rapper, "Fade". Nel 2019 Teyana appare di nuovo come guest star in video altrui: questa volta si tratta di una collaborazione visiva con Missy Elliott, in virtù della quale la cantante appare in tutti i video estratti dall'EP "Iconology".
A partire dal 2019, Teyana pubblica numerosi singoli per la promozione di un nuovo progetto discografico: "How You Want It" con King Combs, "Morning" con Kehlani, "Gimmie Love" con Sevi Shay e "We Got Love" con Lauryn Hill. A giugno 2020 pubblica dunque "The Album", disco che include tutti i singoli citati ed anche altre collaborazioni con star come Missy Elliott e Big Sean. Successivamente, Teyana ha pubblicato altri singoli nel corso del 2020, tra cui  We Made It e Wake Up Love: i brani ed i rispettivi video celebrano rispettivamente il diploma appena conseguito da Teyana e la sua seconda gravidanza.   Il 4 dicembre e 2020 la cantante dopo aver ringraziato tramite Instagram i fan per i risultati ottenuti sulla piattofrma musicale Spotify, ha annunciato la conclusione «di questo capitolo» della sua vita, dichiarando così il suo apparente ritiro dalla scena musicale.

## Vita privata
Il 16 dicembre 2015, la Taylor ha dato alla luce una bambina, Iman "Junie" Tayla Shumpert Jr, avuta con il cestista Iman Shumpert. La coppia darà poi alla luce un altro bambino nel corso del 2020. Il 20 settembre 2016, durante il Wendy Williams Show, la Taylor ha rivelato che lei e Iman Shumpert erano segretamente sposati, anche se all'epoca era falso; la coppia in realtà non si è sposata fino al 1º ottobre 2016.
Il 17 settembre 2023, Taylor e Shumpert hanno annunciato la loro separazione. Il giorno dopo, Taylor ha annunciato tramite il suo account Instagram che lei e Iman erano separati già da mesi. Nel 2024, il divorzio della coppia è stato finalizzato.

## Discografia parziale

### Album in studio
- 2014 – VII
- 2018 – K.T.S.E.
- 2020 – The Album

### Mixtape
- 2009 – From a Planet Called Harlem
- 2012 – The Misunderstanding of Teyana Taylor

### Raccolte
- 2012 – Cruel Summer

### EP
- 2015 – The Cassette Tape 1994

## Filmografia parziale

### Cinema
- Stepping 2 - La strada del successo, regia di Rob Hardy (2010)
- Madea's Big Happy Family, regia di Tyler Perry (2011)
- Gang of Roses 2: Next Generation, regia di Jean-Claude La Marre (2012)
- Cruel Summer, regia di Kanye West e Alexandre Moors (2012)
- The Love Section, regia di Ronnie Warner (2013)
- Brotherly Love, regia di Jamal Hill (2015)
- Honey: Rise Up and Dance, regia di Bille Woodruff (2018)
- The After Party, regia di Ian Edelman (2018)
- Il principe cerca figlio (Coming 2 America), regia di Craig Brewer (2021)
- A Thousand and One, regia di A. V. Rockwell (2023)
- Il vangelo secondo Clarence (The Book of Clarence), regia di Jeymes Samuel (2023)
- White Men Can't Jump, regia di Calmatic (2023)
- Una battaglia dopo l'altra (One Battle After Another), regia di Paul Thomas Anderson (2025)
- Straw - Senza uscita (Straw), regia di Tyler Perry (2025)

### Televisione
- The Start Up, regia di Salim Akil - film TV (2013)
- Star - serie TV, episodi 2x06 e 2x07 (2017)

## Programmi televisivi
- Teyana & Iman - reality (2018-in corso)

## Doppiatrici italiane
Nelle versioni in italiano delle opere in cui ha recitato, Teyana Taylor è stata doppiata da:
- Mattea Serpelloni ne Il principe cerca figlio, The After Party
- Sabrina Duranti in Star
- Benedetta Degli Innocenti in A Thousand and One
- Valentina Favazza ne Il vangelo secondo Clarence
- Fatima Romina Ali in White Men Can't Jump
- Eva Padoan in Straw - Senza uscita